# Distrito de České Budějovice
El distrito de České Budějovice es uno de los siete distritos que forman la región de Bohemia Meridional, República Checa, con una población estimada a principio del año 2018 de 193 337 habitantes. 
Se encuentra ubicado al suroeste del país, al sur de Praga, cerca de la frontera con Alemania y Austria. Su capital es la ciudad de České Budějovice.

## Localidades (población año 2018)
- Adamov 917
- Bečice 97
- Borek 1595
- Borovany 4147
- Borovnice 130
- Boršov nad Vltavou 1879
- Bošilec 205
- Branišov 233
- Břehov 156
- Čakov 282
- Čejkovice 366
- Čenkov u Bechyně 58
- České Budějovice 93 863
- Chotýčany 236
- Chrášťany 716
- Čížkrajice 251
- Dasný 332
- Dívčice 559
- Dobrá Voda u Českých Budějovic 2662
- Dobšice 115
- Dolní Bukovsko 1765
- Doubravice 311
- Doudleby 483
- Drahotěšice 331
- Dražíč 235
- Dříteň 1677
- Dubičné 397
- Dubné 1550
- Dynín 315
- Habří 97
- Hartmanice 187
- Heřmaň 193
- Hlavatce 154
- Hlincová Hora 420
- Hluboká nad Vltavou 5305
- Homole 1560
- Horní Kněžeklady 108
- Horní Stropnice 1475
- Hosín 859
- Hosty 156
- Hradce 102
- Hranice 207
- Hrdějovice 1579
- Hůry 570
- Hvozdec 130
- Jankov 387
- Jílovice 979
- Jivn 340
- Kamenná 287
- Kamenný Újezd 2352
- Komařice 339
- Kvítkovice 113
- Ledenice 2457
- Libín 402
- Libníč 509
- Lipí 646
- Lišov 4343
- Litvínovice 2513
- Ločenice 707
- Mazelov 214
- Mladošovice 391
- Modrá Hůrka 86
- Mokrý Lom 106
- Mydlovary 310
- Nákří 222
- Nedabyle 362
- Neplachov 351
- Nová Ves 734
- Nové Hrady 2524
- Olešnice 832
- Olešník 795
- Ostrolovský Újezd 171
- Petříkov 294
- Pištín 659
- Planá 253
- Plav 411
- Radošovice 185
- Římov 911
- Roudné 1250
- Rudolfov 2575
- Sedlec 497
- Ševětín 1406
- Slavče 669
- Srubec 2526
- Staré Hodějovice 1234
- Štěpánovice 883
- Strážkovice 474
- Střížov 217
- Strýčice 62
- Svatý Jan nad Malší 562
- Temelín 857
- Trhové Sviny 5132
- Týn nad Vltavou 8006
- Úsilné 492
- Včelná 2026
- Vidov 560
- Vitín 446
- Vlkov 34
- Vrábče 771
- Vráto 396
- Všemyslice 1105
- Záboří 358
- Žabovřesky 414
- Zahájí 462
- Žár 341
- Závraty 42
- Žimutice 608
- Zliv 3517
- Zvíkov 265